# 21 de janeiro
21 de janeiro é o 21.º dia do ano no calendário gregoriano. Faltam 344 dias para acabar o ano (345 em anos bissextos).

## Eventos históricos

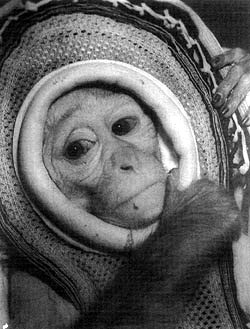
1960: "Miss Sam" na Little Joe 1B.

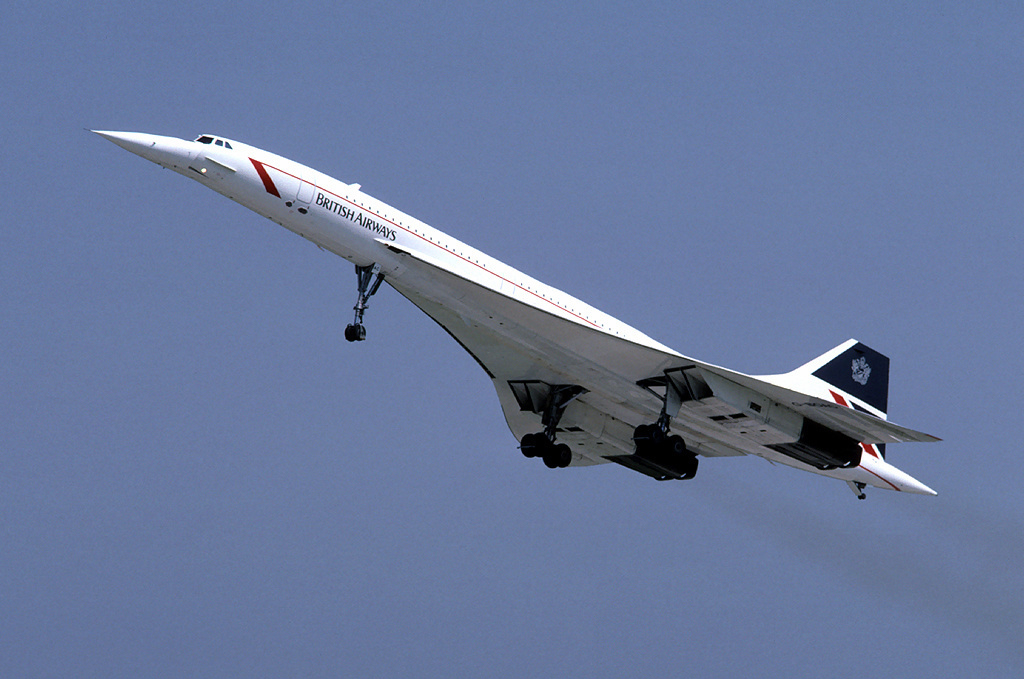
1976: Começam os voos comerciais do Concorde.

- 0763 — Após a Batalha de Bacamra entre álidas e abássidas perto de Cufa, a rebelião álida termina com a morte de Ibraim, irmão de Issa ibne Muça.
- 1525 — Fundado o Movimento Anabatista suíço, quando Conrad Grebel, Felix Manz, Georg Blaurock e cerca de uma dúzia de outros se batizam na casa da mãe de Manz em Zurique, rompendo uma tradição milenar de união entre a Igreja e o Estado.
- 1535 — Em consequência do "caso dos cartazes", protestantes franceses são queimados na fogueira em frente à Catedral de Notre-Dame de Paris.
- 1720 — Suécia e Prússia assinam o Tratado de Estocolmo.
- 1793 — Depois de ser considerado culpado de traição pela Convenção Nacional Francesa, Luís XVI da França é executado pela guilhotina.
- 1854 — O RMS Tayleur afunda próximo à Ilha Lambay em sua viagem inaugural de Liverpool para a Austrália com grande perda de vidas.
- 1891 — Os ministros do presidente do Brasil Deodoro da Fonseca renunciam ao cargo coletivamente por causa do escândalo da construção do porto de Torres, no Rio Grande do Sul, com favorecimento de um amigo do presidente.
- 1911 — Ocorre o primeiro Rali de Monte Carlo.
- 1919 — Um parlamento irlandês revolucionário é fundado e declara a independência da República da Irlanda. Acontece um dos primeiros combates da Guerra da Independência da Irlanda.
- 1920 — Toma posse em Portugal o 23.º governo republicano, chefiado pelo presidente do Ministério Domingos Pereira.
- 1925 — Albânia se declara uma república.
- 1930 — É nomeado em Portugal o 7.º governo da Ditadura Militar, chefiado pelo presidente do Ministério Domingos Oliveira.
- 1940 — Iniciadas as transmissões da Rádio Clube de Ponta Grossa, segunda emissora do Paraná e primeira fora da capital.
- 1951 — A catastrófica erupção do Monte Lamington, em Papua Nova Guiné, mata 2 942 pessoas.[1]
- 1954 — Primeiro submarino de energia nuclear, o USS Nautilus, é lançado em Groton, Connecticut por Mamie Eisenhower, a Primeira-dama dos Estados Unidos.
- 1960 — Little Joe 1B, uma nave Mercury, decola da Ilha Wallops, Virgínia com Miss Sam, uma macaca rhesus a bordo.
- 1968
  - Guerra do Vietnã: começa a Batalha de Khe Sahn, uma das batalhas mais divulgadas e polêmicas da guerra.
  - Acidente próximo da Base aérea de Thule, na Groenlândia com um bombardeiro B-52, que levava quatro bombas de hidrogênio, deixando escapar grandes quantidades de plutônio sobre o gelo.
- 1971 — Estação de transmissão Emley Moor, a estrutura independente mais alta do Reino Unido, começa suas transmissões em UHF.
- 1976 — Começam os voos comerciais do Concorde com as rotas Londres–Bahrein e Paris–Rio.
- 1980 — O voo Iran Air 291 cai nas montanhas Alborz ao se aproximar do Aeroporto Internacional de Mehrabad em Teerã, Irã, matando 128 pessoas.
- 1981 — Começa a produção do carro esporte DeLorean em Dunmurry, Irlanda do Norte, Reino Unido.
- 1999 — Guerra contra as drogas: em uma das maiores apreensões de drogas na história estadunidense, a Guarda Costeira dos Estados Unidos intercepta um navio com mais de 4 300 quilos de cocaína a bordo.
- 2000 — Equador: Após o Congresso equatoriano ser tomado por organizações indígenas, o coronel Lucio Gutiérrez, Carlos Solorzano e Antonio Vargas depõem o presidente Jamil Mahuad. Gutierrez é posteriormente substituído pelo general Carlos Mendoza, que renuncia e permite que o vice-presidente Gustavo Noboa suceda Mahuad.
- 2003 — Um terremoto de magnitude 7,6 atinge o estado mexicano de Colima, matando 29 pessoas e deixando aproximadamente 10 000 desabrigadas.[2]
- 2004 — A MER-A (astromóvel marciano  Spirit) da NASA cessa a comunicação com o controle da missão. O problema está no gerenciamento de sua memória flash e é corrigido remotamente da Terra em 6 de fevereiro.
- 2009 — Israel se retira da Faixa de Gaza, encerrando oficialmente uma guerra de três semanas com o Hamas. No entanto, o fogo intermitente de ambos os lados continua nas próximas semanas.
- 2014 — Conflito de Rojava: o cantão de Jazira declara sua autonomia da República Árabe da Síria.
- 2017
  - Milhões de pessoas ao redor do mundo juntam-se à Marcha das Mulheres em resposta à posse de Donald Trump como presidente dos Estados Unidos.
  - Descarrilamento de trem no estado de Andra Pradexe, Índia, mata pelo menos 39 pessoas e fere outras 50.
  - Onda de tornados atinge várias partes do sudeste e sul dos Estados Unidos provocando grande destruição e perda de vidas.
- 2018 — Electron, da Rocket Lab, torna-se o primeiro foguete espacial a fazer voo orbital através do uso de motor alimentado por bomba elétrica.
- 2022 — Tempestade tropical Ana causa destruição e 88 mortes na África Austral.[3]

## Nascimentos

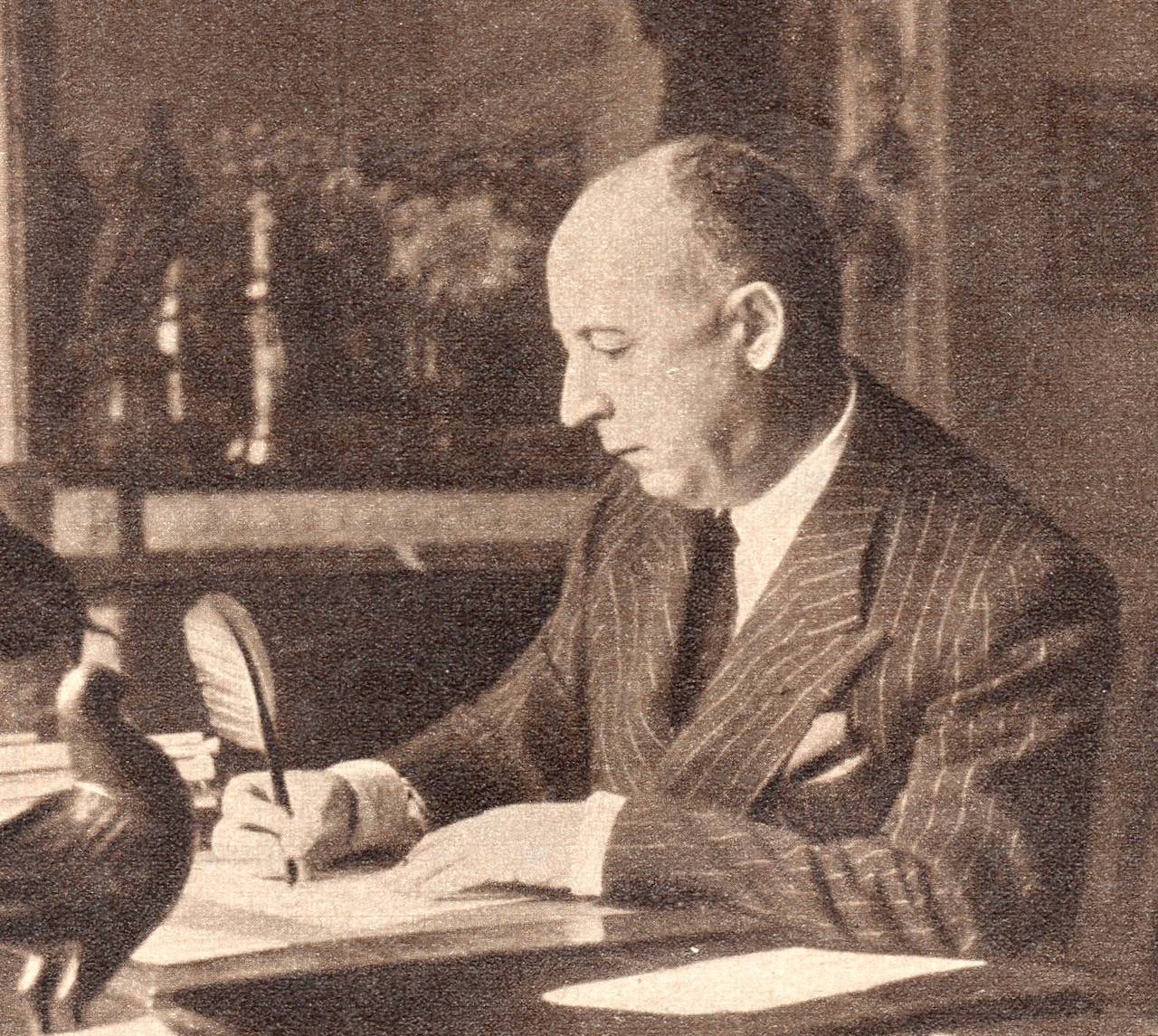
Christian Dior

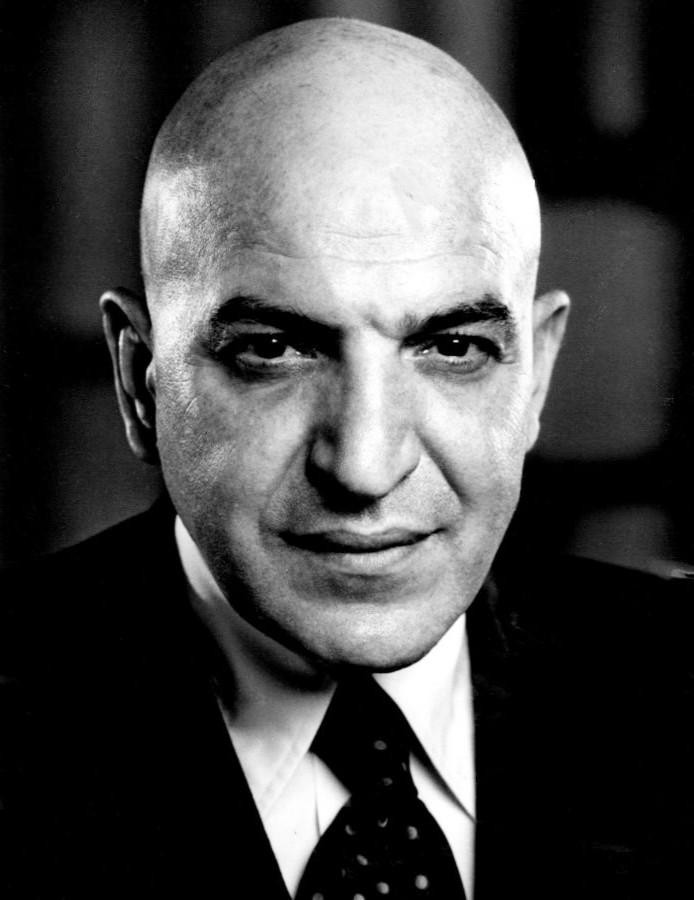
Telly Savalas

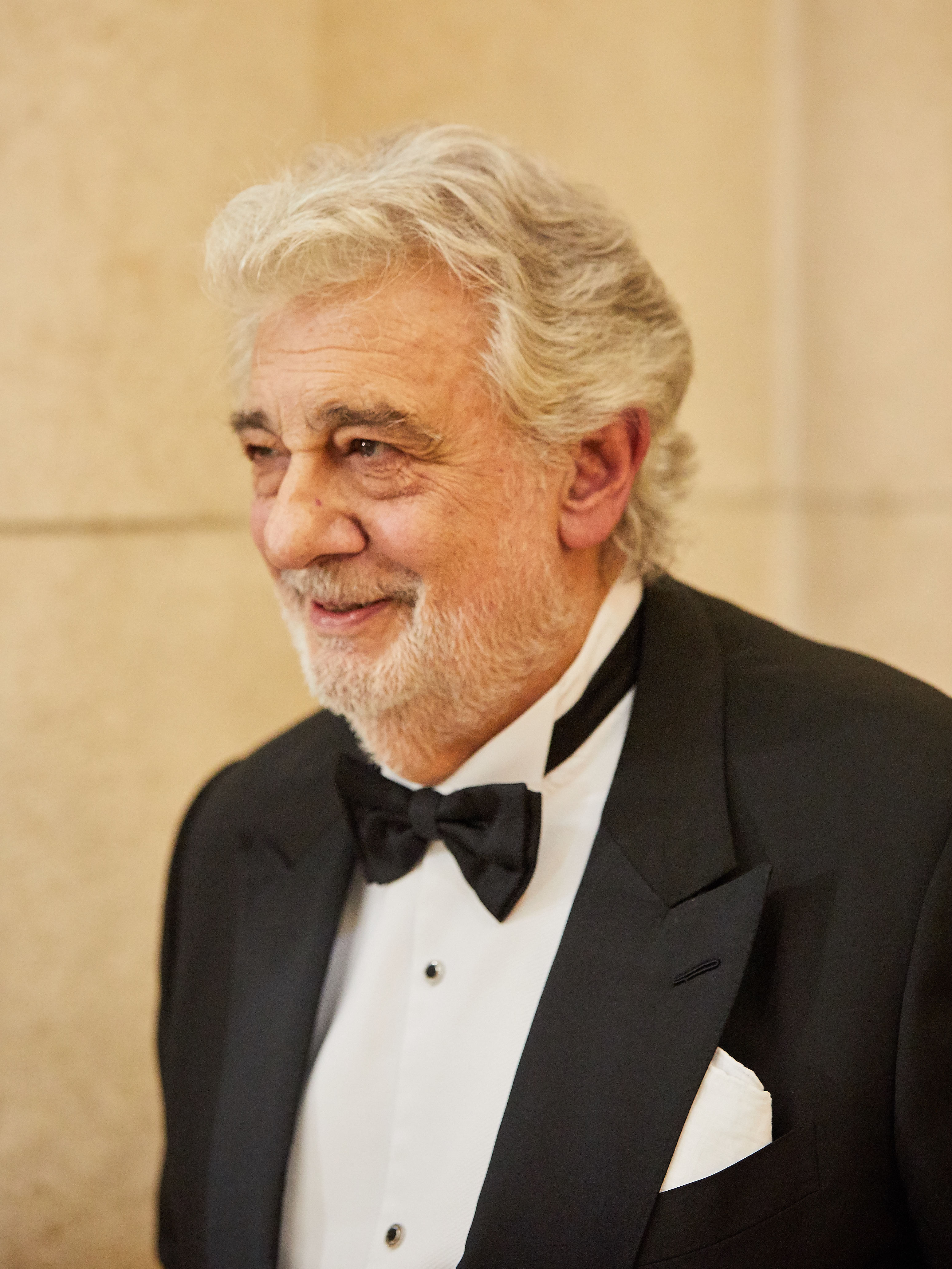
Plácido Domingo

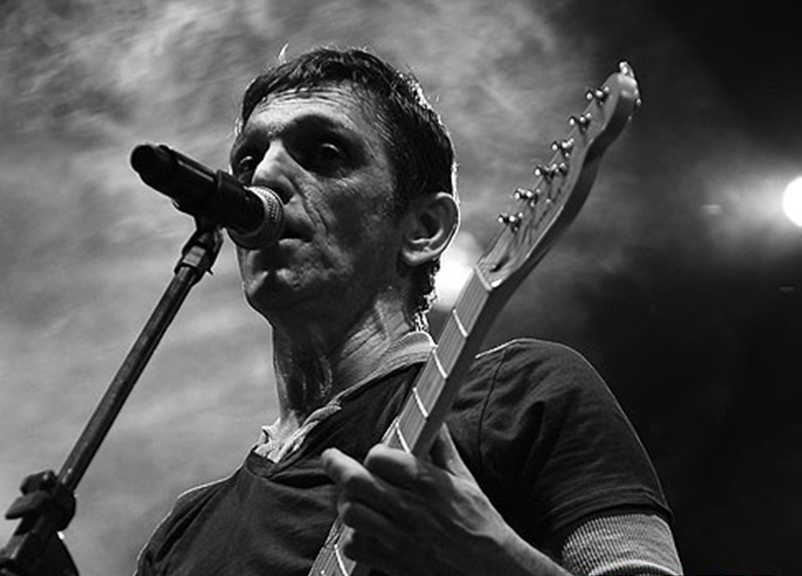
Paulo Miklos

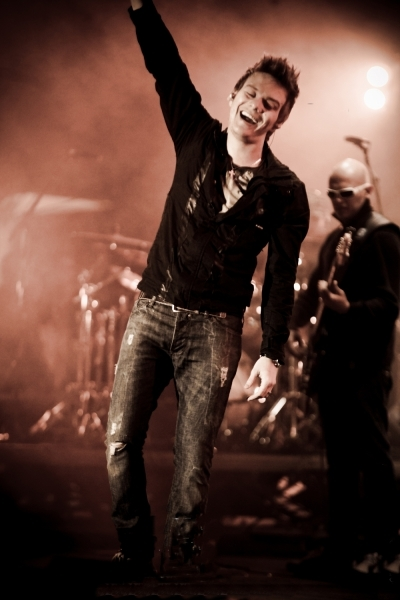
Michel Teló

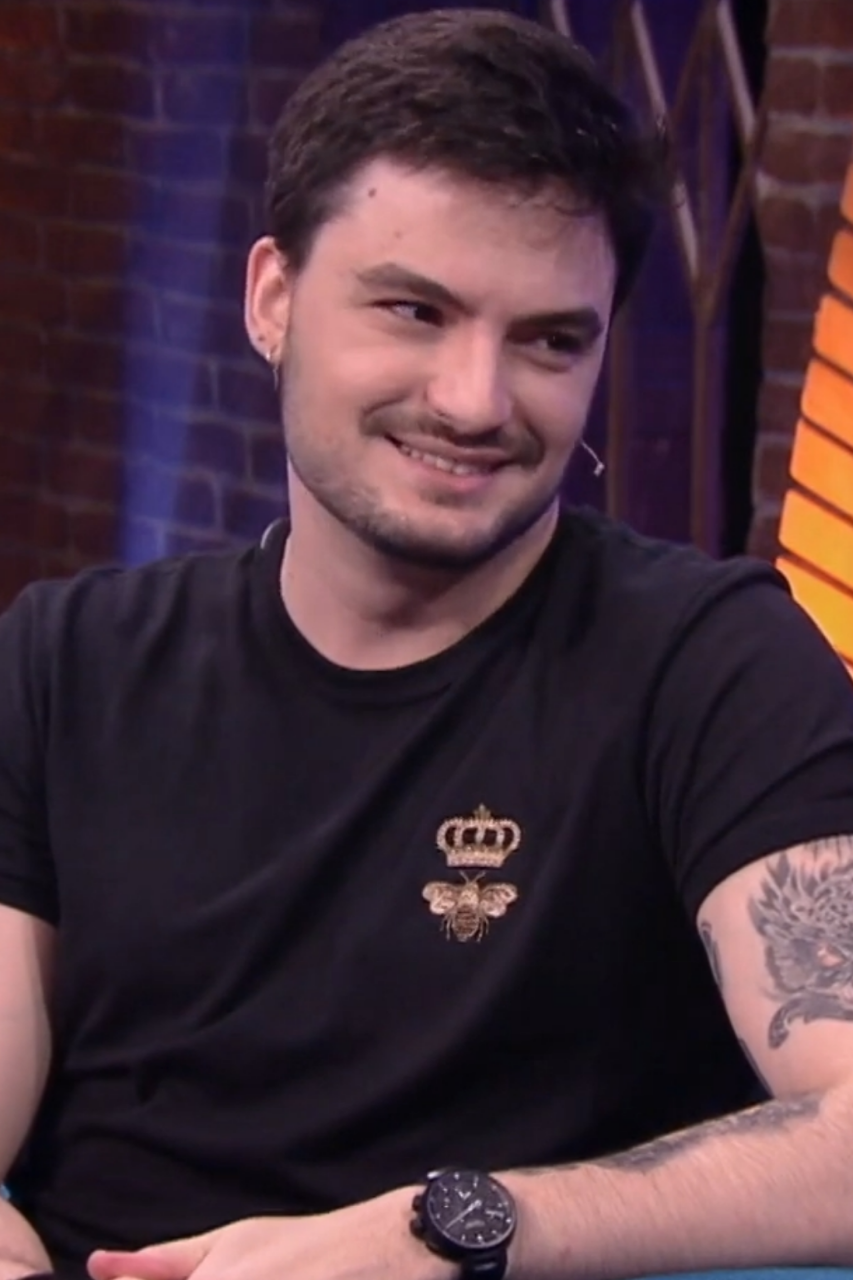
Felipe Neto

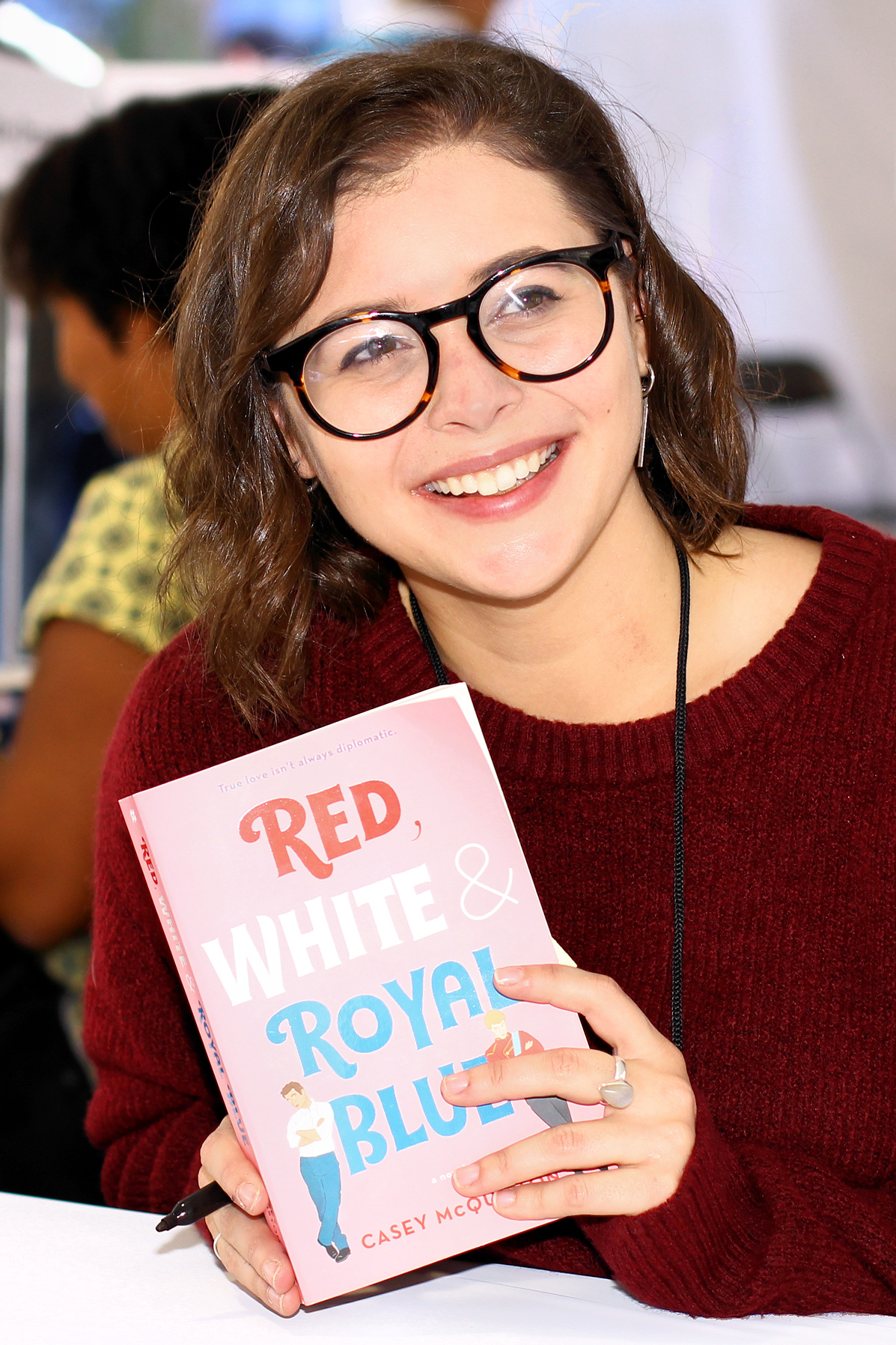
Casey McQuiston

### Anteriores ao século XIX
- 1338 — Carlos V de França (m. 1380).
- 1598 — Matsudaira Tadamasa, samurai e daimiō japonês (m. 1645).
- 1612 — Henrique Casimiro I de Nassau-Dietz (m. 1640).
- 1636 — Melchiorre Cafà, escultor maltês (m. 1667).
- 1675 — Sibila de Saxe-Lauemburgo (m. 1733).
- 1721 — James Murray, administrador colonial britânico (m. 1794).
- 1732 — Frederico II Eugénio, Duque de Württemberg (m. 1797).
- 1738 — Ethan Allen, general estadunidense (m. 1789).
- 1763 — Augustin Robespierre, político francês (m. 1837).
- 1788 — William Henry Smyth, oficial da Marinha, hidrógrafo, astrônomo e numismata britânico (m. 1865).
- 1796
  - Francisco Ferreira Drummond, historiador português (m. 1858).
  - Maria de Hesse-Cassel (m. 1880).

### Século XIX
- 1801 — John Batman, empresário e explorador australiano (m. 1839).
- 1808 — Juan Crisóstomo Torrico, político peruano (m. 1875).
- 1811 — James Hamilton, 1.º Duque de Abercorn, estadista britânico (m. 1885).
- 1813 — John C. Frémont, engenheiro, explorador, botânico e político estadunidense (m. 1890).
- 1815 — Horace Wells, dentista estadunidense (m. 1848).
- 1820 — Egide Walschaerts, engenheiro mecânico belga (m. 1901).
- 1824 — Stonewall Jackson, general estadunidense (m. 1863).
- 1826 — Archibald Alison, militar britânico (m. 1907).
- 1829 — Óscar II da Suécia (m. 1907).
- 1841 — Édouard Schuré, escritor e crítico literário francês (m. 1929).
- 1843 — Émile Levassor, engenheiro e automobilista francês (m. 1897).
- 1846 — Pieter Hendrik Schoute, matemático e acadêmico neerlandês (m. 1923).
- 1847 — Joseph Le Bell, químico francês (m. 1930).
- 1848 — Henri Duparc, compositor francês (m. 1933).
- 1855 — Maria Luísa das Duas Sicílias (m. 1874).
- 1860 — Karl Staaff, advogado e político sueco (m. 1915).
- 1861 — Roberto Landell de Moura, padre católico e inventor brasileiro (m. 1928).
- 1867
  - Arsène Millocheau, ciclista francês (m. 1948).
  - Maxime Weygand, general belga-francês (m. 1965).
- 1868 — Felix Hoffmann, químico alemão (m. 1946).
- 1869 — Grigori Rasputin, mítico russo (m. 1916).
- 1879 — Joseph Roffo, jogador de rúgbi e competidor de cabo de guerra francês (m. 1933).
- 1880 — George Van Biesbroeck, astrônomo belga-estadunidense (m. 1974).
- 1881 — Ivan Ribar, político iugoslavo (m. 1968).
- 1882 — Pavel Florensky, matemático e teólogo russo (m. 1937).
- 1883 — Olav Aukrust, poeta e educador norueguês (m. 1929).
- 1885
  - Duncan Grant, pintor e designer britânico (m. 1978).
  - Umberto Nobile, engenheiro e explorador italiano (m. 1978).
- 1886 — John M. Stahl, diretor e produtor estadunidense (m. 1950).
- 1887
  - Wolfgang Köhler, psicólogo e fenomenólogo alemão (m. 1967).
  - Georges Vézina, jogador de hóquei no gelo canadense (m. 1926).
- 1888 — Francisco Lázaro, maratonista português (m. 1912).
- 1889 — Pitirim Sorokin, sociólogo e ativista político estadunidense (m. 1968).
- 1895
  - Cristóbal Balenciaga, estilista espanhol (m. 1972).
  - Daniel Chalonge, astrofísico e astrônomo francês (m. 1977).
  - Itô Noe, anarquista, escritora e feminista japonesa (m. 1923).
- 1896
  - J. Carrol Naish, ator estadunidense (m. 1973).
  - Paula Hitler, secretária austríaca (m. 1960).
- 1897 — René Iché, escultor francês (m. 1954).
- 1898
  - Amade Cajar, xá iraniano (m. 1930).
  - Rudolph Maté, cinegrafista e diretor de cinema polonês-húngaro-estadunidense (m. 1964).
- 1899 — John Bodkin Adams, clínico geral e condenado britânico (m. 1983).
- 1900
  - Anselm Franz, engenheiro austríaco (m. 1994).
  - Fernando Quiroga y Palacios, cardeal espanhol (m. 1971).
  - Bernhard Rensch, biólogo e ornitólogo alemão (m. 1990).

### Século XX

#### 1901–1950
- 1901 — Ricardo Zamora, futebolista e treinador de futebol espanhol (m. 1978).
- 1903
  - William Lyon, editor de cinema estadunidense (m. 1974).
  - Raymond Suvigny, levantador de peso francês (m. 1945).
- 1904 — Puck van Heel, futebolista e treinador de futebol neerlandês (m. 1984).
- 1905
  - Christian Dior, estilista francês (m. 1957).
  - Karl Wallenda, acrobata e equilibrista na corda bamba teuto-estadunidense (m. 1978).
- 1906 — Igor Moiseyev, bailarino e coreógrafo russo (m. 2007).
- 1908 — Bengt Strömgren, astrônomo dinamarquês (m. 1987).
- 1909
  - Saúl Fernandes de Aguilar, ilusionista português (m. 1988).
  - Teofilo Spasojević, futebolista sérvio (m. 1970).
- 1910
  - Albert Rosellini, advogado e político estadunidense (m. 2011).
  - Károly Takács, atirador húngaro (m. 1976).
- 1911 — Lee Yoo-hyung, futebolista e empresário coreano (m. 2003).
- 1912 — Konrad Bloch, bioquímico e acadêmico teuto-estadunidense (m. 2000).
- 1915 — André Lichnerowicz, matemático e físico francês (m. 1998).
- 1916 — Pietro Rava, futebolista italiano (m. 2006).
- 1918 — Richard Winters, major estadunidense (m. 2011).
- 1921
  - Nivaldo Machado, político brasileiro (m. 2006).
  - Charles Eric Maine, escritor britânico (m. 1981).
- 1922
  - Telly Savalas, ator estadunidense (m. 1994).
  - Paul Scofield, ator britânico (m. 2008).
- 1923
  - Lola Flores, cantora e atriz espanhola (m. 1995).
  - Alberto de Mendoza, ator argentino (m. 2011).
  - Pahiño, futebolista espanhol (m. 2012).
- 1924 — Benny Hill, ator, cantor e roteirista britânico (m. 1992).
- 1925
  - Eva Ibbotson, escritora austro-britânica (m. 2010).
  - Arnold Skaaland, lutador e empresário estadunidense (m. 2007).
- 1926
  - Clive Donner, diretor britânico (m. 2010).
  - Steve Reeves, fisiculturista estadunidense (m. 2000).
  - Roger Taillibert, arquiteto francês (m. 2019).
- 1928
  - Gene Sharp, cientista político e acadêmico estadunidense (m. 2018).
  - Reynaldo Bignone, general e político argentino (m. 2018).
- 1929 — Dorinha Duval, atriz e humorista brasileira (m. 2025).
- 1930 — Pierre Tornade, ator e dublador francês (m. 2012).
- 1933 — Julieta Serrano, atriz espanhola.
- 1934
  - Antonio Karmany, ex-ciclista espanhol.
  - Alfonso Portugal, futebolista mexicano (m. 2016).
- 1936 — Dick Davies, jogador de basquete estadunidense (m. 2012).
- 1937
  - Núbia Lafayette, cantora brasileira (m. 2007).
  - Max Emanuel da Baviera.
- 1938 — Romano Fogli, futebolista italiano (m.2021)
- 1939
  - Friedel Lutz, futebolista alemão (m. 2023).
  - Araci Esteves, atriz brasileira.
  - Steve Paxton, dançarino e coreógrafo estadunidense (m. 2024).
- 1940
  - Jack Nicklaus, ex-jogador de golfe e comentarista esportivo estadunidense.
  - Lindomar Castilho, cantor e compositor brasileiro.
- 1941
  - Plácido Domingo, tenor e maestro espanhol.
  - Richie Havens, cantor, compositor e guitarrista estadunidense (m. 2013).
  - Mike Medavoy, produtor de cinema sino-estadunidense.
  - Ivan Putski, ex-lutador e fisiculturista polonês-estadunidense.
- 1942
  - Mac Davis, cantor, compositor, guitarrista e ator estadunidense (m. 2020).
  - Edwin Starr, cantor e compositor estadunidense (m. 2003).
  - Michael G. Wilson, produtor de cinema e roteirista estadunidense.
- 1943
  - Fernando Galembeck, químico brasileiro.
  - Alfons Peeters, futebolista belga (m. 2015).
- 1945
  - Pete Kircher, baterista britânico.
  - Marco Paulo, cantor português (m. 2024).
- 1946
  - Tomás Pineda, ex-futebolista salvadorenho.
  - Miguel Reina, ex-futebolista espanhol.
- 1947
  - Dorian Goldfeld, matemático estadunidense.
  - Joseph Nicolosi, psicólogo clínico estadunidense (m. 2017).
  - Giuseppe Savoldi, ex-futebolista italiano.
- 1948
  - Hugo Tocalli, ex-futebolista e treinador de futebol argentino.
  - Ronaldo Bastos, compositor brasileiro.
  - Zygmunt Kukla, futebolista polonês (m. 2016).
- 1949
  - Truong Tan Sang, político vietnamita.
  - Clifford Ray, ex-jogador e treinador de basquete estadunidense.
- 1950
  - Marion Becker, ex-lançadora de dardo alemã.
  - José Marín, ex-atleta espanhol.
  - Ana Maria Magalhães, atriz e diretora brasileira.
  - Billy Ocean, cantor e compositor trinitário-britânico.
  - Gary Locke, político e diplomata estadunidense.
  - Ángel María Villar, ex-futebolista e dirigente esportivo espanhol.

#### 1951–2000
- 1951 — Eric Holder, advogado, juiz e político estadunidense.
- 1953
  - Paul Allen, empresário e filantropo estadunidense (m. 2018).
  - Felipe Yáñez, ex-ciclista espanhol.
- 1954
  - Phil Thompson, ex-futebolista e treinador de futebol britânico.
  - Priit Pedajas, ator estoniano.
  - Idrissa Ouédraogo, cineasta e roteirista burquinês (m. 2018).
  - Thomas de Maizière, político alemão.
- 1955
  - Peter Fleming, ex-tenista estadunidense.
  - Jeff Koons, pintor e escultor estadunidense.
- 1956 — Geena Davis, atriz e produtora estadunidense.
- 1957 — Vasile Stîngă, ex-handebolista romeno.
- 1958
  - Hussein Saeed, ex-futebolista iraquiano.
  - Kim Boo-kyum, político sul-coreano.
- 1959
  - Alex McLeish, ex-futebolista e treinador de futebol britânico.
  - Nildo Ouriques, economista brasileiro.
  - Paulo Miklos, músico e ator brasileiro.
- 1960 — Mike Terrana, baterista estadunidense.
- 1961
  - Ivo Pukanić, jornalista croata (m. 2008).
  - Gary Shaw, futebolista britânico (m. 2024).
  - Piotr Ugrumov, ex-ciclista russo.
- 1962
  - Tyler Cowen, economista e acadêmico estadunidense.
  - Isabelle Nanty, atriz, diretora e roteirista francesa.
  - Marie Trintignant, atriz francesa (m. 2003).
- 1963 — Hakeem Olajuwon, ex-basquetebolista nigeriano-estadunidense.
- 1964
  - Gérald Passi, ex-futebolista francês.
  - Manolo Jiménez, ex-futebolista e treinador de futebol espanhol.
- 1965
  - Jason Mizell, DJ, rapper e produtor estadunidense (m. 2002).
  - Robert Del Naja, músico e cantor britânico.
  - Sinjai Plengpanich, atriz tailandesa.
- 1966 — Cláudio Jaborandy, ator brasileiro.
- 1967
  - Artashes Minasian, enxadrista armênio.
  - Goro Miyazaki, diretor de cinema e paisagista japonês.
- 1968
  - Artur Dmitriev, ex-patinador artístico russo.
  - Sébastien Lifshitz, diretor de cinema francês.
  - Charlotte Ross, atriz estadunidense.
- 1969
  - John Ducey, ator estadunidense.
  - Eduard Hämäläinen, decatleta finlando-bielorrusso.
  - Karina Lombard, atriz e cantora franco-estadunidense.
- 1970
  - Marina Foïs, atriz francesa.
  - Ken Leung, ator estadunidense.
  - Alen Bokšić, ex-futebolista croata.
- 1971
  - Rafael Berges, ex-futebolista espanhol.
  - Dylan Kussman, ator estadunidense.
- 1972
  - Rickard Falkvinge, empresário e político sueco.
  - Yasunori Mitsuda, compositor e produtor musical japonês.
  - Cat Power, cantora, musicista e atriz estadunidense.
- 1973
  - Edvinas Krungolcas, pentatleta lituano.
  - Flavio Maestri, ex-futebolista peruano.
  - Chris Kilmore, DJ e músico estadunidense.
  - Rob Hayles, ex-ciclista britânico.
- 1974
  - Arthémon Hatungimana, ex-corredor de meia distância burundiano.
  - Alex Sperafico, ex-automobilista brasileiro.
  - Alex Oliveira, ex-futebolista e treinador de futebol brasileiro.
  - Melvin Andrews, ex-futebolista são-vicentino.
  - Kim Dotcom, empresário e ativista político germano-finlandês.
  - Malena Alterio, atriz espanhola.
- 1975
  - Jason Moran, pianista de jazz, compositor e educador estadunidense.
  - Yuji Ide, ex-automobilista japonês.
  - Carla Salgueiro, atriz portuguesa.
  - Nicky Butt, ex-futebolista britânico.
- 1976
  - Raivis Belohvoščiks, ex-ciclista letão.
  - Emma Bunton, cantora britânica.
  - Igors Stepanovs, ex-futebolista e treinador de futebol letão.
  - Rita Durão, atriz portuguesa.
- 1977
  - Kirsten Klose, lançador de martelo alemão.
  - Phil Neville, ex-futebolista e treinador de futebol britânico.
  - Hussein Sulaimani, ex-futebolista saudita.
  - Jerry Trainor, ator, diretor e produtor de cinema estadunidense.
  - Bradley Carnell, ex-futebolista e treinador de futebol sul-africano.
- 1978
  - Hernán Rodrigo López, ex-futebolista uruguaio.
  - Darío Gigena, ex-futebolista argentino.
  - Raúl Estévez, ex-futebolista argentino.
- 1979 — Brian O'Driscoll, ex-jogador de rúgbi irlandês.
- 1980
  - Xavier Pons, automobilista espanhol.
  - Kevin McKenna, ex-futebolista canadense.
  - Lee Kyung-won, jogador de badminton sul-coreano.
  - Dave Kitson, ex-futebolista e treinador de futebol britânico.
  - Nana Mizuki, dubladora, cantora e compositora japonesa.
  - Karsten Forsterling, remador australiano.
- 1981
  - Gillian Chung, cantora, compositora e atriz chinesa.
  - Shawn Redhage, jogador de basquete estadunidense-australiano.
  - Jung Ryeo-won, atriz sul-coreana.
  - David F. Sandberg, cineasta sueco.
  - Roberto Guana, ex-futebolista e treinador de futebol italiano.
  - Michel Teló, cantor e compositor brasileiro.
  - Ivan Ergić, ex-futebolista sérvio.
- 1982
  - Richard Blanco, futebolista venezuelano.
  - Sarah Ourahmoune, boxeadora francesa.
  - Simon Rolfes, ex-futebolista alemão.
  - Nicolas Mahut, tenista francês.
  - Ben Idrissa Dermé, futebolista burquinês (m. 2016).
  - Dean Whitehead, ex-futebolista britânico.
  - Adriano Ferreira Martins, ex-futebolista brasileiro.
- 1983
  - Marieke van den Ham, jogadora de polo aquático neerlandesa.
  - Svetlana Khodchenkova, atriz russa.
  - Victor, ex-futebolista brasileiro.
  - Maryse Ouellet, lutadora franco-canadense.
  - Monique Adamczak, tenista australiana.
- 1984
  - Wes Morgan, ex-futebolista jamaicano.
  - Dejan Milovanović, ex-futebolista sérvio.
  - Alex Koslov, lutador moldavo-estadunidense.
  - Luis Ricardo, futebolista brasileiro.
  - Luke Grimes, ator estadunidense.
- 1985
  - Dmitri Sokolov, jogador de basquete russo.
  - Ri Se-gwang, ginasta artístico norte-coreano.
  - Sasha Pivovarova, modelo e atriz russa.
  - Salvatore Giunta, sargento estadunidense.
  - Aura Dione, cantora e compositora dinamarquesa.
  - Markus Berger, futebolista austríaco.
- 1986
  - Sushant Singh Rajput, ator indiano (m. 2020).
  - Gina Mambrú, jogadora de voleibol dominicana.
  - Javi López, futebolista espanhol.
  - João Gomes Júnior, nadador brasileiro.
  - Gabriela Prioli, advogada criminalista, professora universitária e apresentadora brasileira.
  - Julien Jousse, automobilista francês.
  - Edson Barboza, lutador brasileiro de artes marciais mistas.
  - Óscar Vílchez, futebolista peruano.
- 1987
  - Ikumi Yoshimatsu, atriz japonesa.
  - Maša Zec Peškirič, tenista eslovena.
  - Nyasha Mushekwi, futebolista zimbabuense.
  - Mulopo Kudimbana, futebolista congolês.
  - Shaun Keeling, remador sul-africano.
  - Aida Hadzialic, política sueca.
- 1988
  - Pieter Timmers, nadador belga.
  - Vanessa Hessler, modelo e atriz ítalo-estadunidense.
  - Ashton Eaton, decatleta estadunidense.
  - Felipe Neto, youtuber brasileiro.
  - Valérie Tétreault, ex-tenista canadense.
  - Ángel Mena, futebolista equatoriano.
- 1989
  - Matteo Pelucchi, ex-ciclista italiano.
  - Férébory Doré, futebolista congolês.
  - Kayla Banwarth, jogadora de vôlei estadunidense.
  - Doğuş Balbay, jogador de basquete turco.
  - Henrikh Mkhitaryan, futebolista armênio.
  - Zhang Shuai, tenista chinesa.
  - Murilo de Almeida, ex-futebolista brasilo-timorense.
- 1990
  - Jacob Smith, ator estadunidense.
  - André Martins, futebolista português.
  - Kelly Rohrbach, modelo e atriz estadunidense.
- 1991
  - Jan Hirt, ciclista tcheco.
  - Ali Al-Busaidi, futebolista omani.
  - Casey McQuiston, jornalista e romancista estadunidense.
- 1992
  - James Duckworth, tenista australiano.
  - Sven Erik Bystrøm, ciclista norueguês.
  - Marcela Barrozo, atriz brasileira.
  - Verónica Cepede Royg, tenista paraguaia.
  - Artūrs Plēsnieks, halterofilista letão.
- 1994
  - Alexander Lincoln, ator britânico.
  - Booboo Stewart, ator, cantor e dançarino estadunidense.
  - Laura Robson, ex-tenista britânica.
  - Reinildo Mandava, futebolista moçambicano.
  - Marny Kennedy, atriz e cantora australiana.
- 1995
  - Alanna Kennedy, futebolista australiana.
  - Marine Johannès, jogadora de basquete francesa.
  - Alejandro Speitzer, ator mexicano.
- 1996
  - Marco Asensio, futebolista espanhol.
  - Aldo Kalulu, futebolista francês.
  - Cristian Pavón, futebolista argentino.
  - Jorge Lendeborg Jr., ator dominicano.
  - Pequena Lo, psicóloga e influenciadora digital brasileira.
- 1997
  - Giullia Buscacio, atriz brasileira.
  - Jeremy Shada, ator, músico e cantor estadunidense.
  - Mikkel Honoré, ciclista dinamarquês.
- 1998
  - Darryn Binder, motociclista sul-africano.
  - Pervis Estupiñán, futebolista equatoriano.
  - Borna Sosa, futebolista croata.
- 1999
  - Alisha Lehmann, futebolista suíça.
  - Rayan Helal, ciclista francês.

### Século XXI
- 2001 — Jackson Brundage, ator estadunidense.
- 2002 — Moussa Diabaté, jogador de basquete francês.
- 2003
  - Hannibal Mejbri, futebolista tunisiano.
  - Romain Grégoire, ciclista francês.
- 2004 — Ingrid Alexandra da Noruega, aristocrata norueguesa.
- 2005 — IShowSpeed, rapper americano.
- 2006 — Belle Belinha, tiktoker brasileira.
- 2007 — Kennedi Clements, atriz canadense.

## Mortes

### Anteriores ao século XIX
- 0259
  - Frutuoso de Tarragona, bispo e mártir espanhol (n. ?).
  - Eulógio e Augúrio de Tarragona, diáconos hispano-romanos (n. ?).
- 0420 — Isdigerdes I, rei sassânida (n. ?).
- 0496 — Epifânio de Pavia, bispo e santo italiano (n. 438).
- 1118 — Papa Pascoal II (n. 1050).
- 1203 — Inês II, Abadessa de Quedlimburgo (n. 1139).
- 1314 — Maomé III de Granada  (n. 1257).
- 1495 — Madalena da França, princesa de França e Viana (n. 1443).
- 1519 — Vasco Núñez de Balboa, explorador espanhol (n. 1475).
- 1527 — Juan de Grijalva, explorador espanhol (n. 1489).
- 1609 — Joseph Justus Scaliger, historiador e estudioso francês (n. 1540).
- 1628 — Gregor Aichinger, compositor alemão (n. 1564).
- 1706 — Adrien Baillet, estudioso e crítico literário francês (n. 1649).
- 1774 — Mustafá III, sultão otomano (n. 1717).
- 1775 — Iemelian Pugachev, rebelde russo (n. 1742).
- 1789 — Barão d'Holbach, filósofo e escritor franco-alemão (n. 1723).
- 1793 — Luís XVI de França (n. 1754).

### Século XIX
- 1804 — Ernst Gottfried Baldinger, médico alemão (n. 1738).
- 1811 — Jean Chalgrin, arquiteto francês (n. 1739).
- 1814 — Bernardin de Saint-Pierre, botânico e escritor francês (n. 1737).
- 1831 — Achim von Arnim, poeta e escritor alemão (n. 1781).
- 1851 — Albert Lortzing, ator e compositor alemão (n. 1801).
- 1862 — Božena Němcová, escritora e poetisa austro-tcheca (n. 1820).
- 1870 — Aleksandr Ivanovitch Herzen, filósofo e escritor russo (n. 1812).
- 1872 — Franz Grillparzer, dramaturgo e poeta austríaco (n. 1791).
- 1881 — Wilhelm Matthias Naeff, advogado e político suíço (n. 1802).
- 1891 — Calixa Lavallée, tenente e compositor canadense-estadunidense (n. 1842).
- 1892 — John Couch Adams, astrônomo britânico (n. 1819).

### Século XX
- 1901 — Elisha Gray, engenheiro estadunidense (n. 1835).
- 1913 — Aluísio Azevedo, caricaturista, romancista e diplomata brasileiro (n. 1857).
- 1914 — Theodor Kittelsen, pintor e ilustrador norueguês (n. 1857).
- 1919 — Gojong da Coreia (n. 1852).
- 1924 — Lenin, advogado e político russo (n. 1870).
- 1926 — Camillo Golgi, médico e patologista italiano (n. 1843).
- 1932 — Lytton Strachey, escritor e crítico britânico (n. 1880).
- 1933 — George Moore, escritor, poeta e crítico irlandês (n. 1852).
- 1937 — Marie Prevost, atriz e cantora canadense-estadunidense (n. 1896).
- 1938 — Georges Méliès, ator, diretor e produtor francês (n. 1861).
- 1940 — Geoffrey Hall-Say, patinador artístico britânico (n. 1864).
- 1948 — Ermanno Wolf-Ferrari, compositor e educador italiano (n. 1876).
- 1950 — George Orwell, romancista, ensaísta e crítico britânico (n. 1903).
- 1955 — Archie Hahn, velocista e treinador teuto-estadunidense (n. 1880).
- 1956 — Sam Langford, boxeador canadense-estadunidense (n. 1883).
- 1959
  - Carl Switzer, ator infantil e guia de caça estadunidense (n. 1927).
  - Cecil B. DeMille, diretor, produtor e roteirista estadunidense (n. 1881).
- 1961 — Blaise Cendrars, escritor e poeta suíço (n. 1887).
- 1967
  - Ann Sheridan, atriz estadunidense (n. 1915).
  - Doroteia de Saxe-Coburgo-Gota, duquesa de Schleswig-Holstein (n. 1881).
- 1977 — Sandro Penna, poeta e jornalista italiano (n. 1906).
- 1984
  - Jackie Wilson, cantor estadunidense (n. 1934).
  - Giannis Skarimpas, dramaturgo e poeta grego (n. 1893).
- 1985 — James Beard, chef e escritor estadunidense (n. 1903).
- 1989 — Billy Tipton, pianista e saxofonista estadunidense (n. 1914).
- 1994 — Bassel al-Assad, filho do ex-presidente da Síria, Hafez al-Assad (n. 1962).
- 1998 — Jack Lord, ator, diretor e produtor estadunidense (n. 1920).
- 1999 — Susan Strasberg, atriz estadunidense (n. 1920).

### Século XXI
- 2001 — Byron De La Beckwith, ativista estadunidense (n. 1920).
- 2002 — Peggy Lee, cantora estadunidense (n. 1920).
- 2006 — Ibrahim Rugova, jornalista e político kosovar (n. 1944).
- 2007 — U;Nee, atriz e cantora sul-coreana (n. 1981).
- 2008 — Luiz Carlos Tourinho, ator brasileiro (n. 1964).
- 2009 — Peter Persidis, futebolista austríaco (n. 1947).
- 2011
  - Dennis Oppenheim, escultor e fotógrafo estadunidense (n. 1938).
  - Theoni V. Aldredge, figurinista greco-estadunidense (n. 1922).
- 2012 — Eiko Ishioka, figurinista, diretora de arte e designer gráfica japonesa (n. 1938).
- 2013 — Michael Winner, diretor, produtor e roteirista britânico (n. 1935).
- 2014
  - Georgi Slavkov, futebolista búlgaro (n. 1958).
  - Tony Crook, automobilista britânico (n. 1920).
- 2019
  - Henrique, Conde de Paris (n. 1933).
  - Emiliano Sala, futebolista argentino (n. 1990).
- 2020 — Terry Jones, ator, diretor e roteirista britânico (n. 1942).

## Feriados e eventos cíclicos

### Internacional
- Feriado nacional em Barbados (dia de Errol Barrow)
- Dia Mundial da Religião
- Dia Mundial do Esquilo

### Portugal
- Feriado municipal em Vila do Bispo, Região do Algarve, Portugal Continental

### Brasil
- Dia nacional de combate à Intolerância Religiosa

#### Municipais
- Aniversário do município de Goiatuba, GO
- Aniversário do município de Pomerode, SC
- Aniversário do município de Serra da Raiz, PB

### Cristianismo
- Eulógio e Augúrio
- Frutuoso de Tarragona
- Inês de Roma
- Públio de Malta

## Outros calendários
- No calendário romano era o 12.º dia (XII) antes das calendas de fevereiro.
- No calendário litúrgico tem a letra dominical G para o dia da semana.
- No calendário gregoriano a epacta do dia é x.